# ولادیمیر کوندراشین
ولادیمیر کوندراشین (انگلیسی: Vladimir Kondrashin; ۱۴ ژانویهٔ ۱۹۲۹ – ۲۳ دسامبر ۱۹۹۹) بازیکن بسکتبال اهل اتحاد جماهیر شوروی سوسیالیستی بود.
وی همچنین برندهٔ جوایزی همچون نشان دوستی شده‌است.
وی در مسابقات کشوری و بین‌المللی در مجموع برندهٔ ۴ مدال طلا، ۲ مدال نقره، ۲ مدال برنز شده‌است.